# Vera Lúcia Machado
Vera Lúcia Barrouin Crivano Machado (Rio de Janeiro, 14 de julho de 1946) é uma diplomata brasileira aposentada. Foi subsecretária-geral Política do Ministério das Relações Exteriores e chefe da Missão do Brasil junto à União Europeia.

## Biografia

### Vida pessoal
Nasceu no Rio de Janeiro, em 14 de julho de 1946, filha de Clovis Barrouin Mello e Maria Lessa Barrouin Mello.

### Carreira Diplomática
Ingressou na Turma de 1966 do Instituto Rio Branco. Após ter concluído o Curso de Preparação à Carreira de Diplomata, tomou posse no cargo de terceira secretária em 1968.
Foi inicialmente lotada na Divisão de Conferências, Organismos e Assuntos Gerais, onde trabalho por três anos. Passou, em seguida, a chefiar a Assessoria de Relações Internacionais da Comissão Nacional de Energia Nuclear. De 1971 a 1974, foi chefe de Gabinete da Comissão Nacional de Energia Nuclear.
Em 1974, foi removida para a Embaixada do Brasil na Cidade do México, na qual exerceu as atribuições de segunda e primeira secretária. Em 1976, passou a ser lotada na Embaixada do Brasil em Madri, onde permaneceu até 1980.
Ao regressar a Brasília, foi designada assistente da Divisão de Política Comercial. Permanece na função até 1983, quando foi designada chefe da Divisão de Ásia e Oceania I. Mudou-se para Washington em 1996, com vistas assumir as atribuições de conselheira na Embaixada do Brasil junto aos Estados Unidos. Em 1995, foi designada cônsul-geral do Brasil em Miami.
Em seu regressou a Brasília, chefiou, inicialmente, a Secretaria de Imprensa. Em 1996, assumiu a chefia do Departamento de Ásia e Oceania. No ano de 1997, chefiou a delegação da I Reunião de Consulta Brasil-Coreia. No ano de 1999, foi designada Embaixadora do Brasil em Nova Délhi e, cumulativamente, do Nepal, Ilhas Maldivas e Sri Lanka. Chefiou, em 2002, a delegação da Conferência das Partes da Convenção-Quadro sobre Clima. Entre os anos de 2004 a 2009, exerceu a chefia da Embaixada no Vaticano. No ano de 2009, foi convidada pelo ministro de Estado a assumir a Subsecretaria-Geral Política I, tendo exercido a função de subsecretária até 2012, quando assumiu a função de chefe da Missão do Brasil junto à União Europeia. Chegou a ser cotada pela imprensa para assumir o posto de Ministra das Relações Exteriores no Governo Dilma Rousseff, porém foi preterida em favor do Embaixador Antonio Patriota.